# Alexander McQueen (brand)
Alexander McQueen et modehus grundlagt af Alexander McQueen i 1992.

## Historie
Modehuset blev grundlagt af Alexander McQueen i 1992. Hans debutkollektion, Taxi Driver, refererede til Martin Scorseses film af samme navn. Hver efterfølgende show var præget af en meget teatralsk tilgang, som kombineret med designene udløste betydelig kontrovers. Dette blev mærkets kendetegn.
I 2001 sluttede modemærket sig til Gucci Group (nu Kering Group). McQueen solgte derefter en 51% andel i virksomheden.
I 2006 debuterede husets prêt-à-porter-mærke, McQ. Linjen er rettet mod unge mennesker.
I februar 2010 begik Alexander McQueen selvmord. Hans mangeårige samarbejdspartner, Sarah Burton, blev udnævnt til kreativ direktør.
I oktober 2023 blev Seán McGirr udnævnt til kreativ direktør.